# Неманицька сільська рада
Неманицька сільська рада (біл. Неманіцкі сельсавет) — адміністративно-територіальна одиниця в складі Борисовського району розташована в Мінській області Білорусі. Адміністративний центр — Неманиця.
Велятичівська сільська рада розташована на межі центральної Білорусі, на північному сході Мінської області орієнтовне розташування — супутникові знимки, на схід від районного центру Борисова.
До складу сільради входять 20 населених пунктів:
Ізобка • Кругле • Курганівка • Ланківщина • Липки • Михайлове • Неманиця • Новосади • Погодиця • Селітринка • Стайки • Тарасівка.